# Шешко, Евгений Фомич
Евгений Фомич Шешко (1 [14] марта 1901, Ченстохова — 22 января 1961, Москва) — советский учёный в области горного дела. Профессор (1946), доктор технических наук (1951). Лауреат Сталинской премии третьей степени (1952).

## Биография
Родился 1 (14) марта 1901 года в городе Ченстохова (ныне Польша).
В 1921 году поступил и в 1927 году окончил Московскую горную академию.
В 1927 году работал в тресте «Химоснова», в 1928—1941 годах — НИИ по удобрениям и инсектофунгицидам, в 1942—1946 годах — Наркомугле CCCP.
Преподавал в МГИ имени И. В. Сталина (сейчас Горный институт НИТУ «МИСиС») (1930—1961, с 1937 года — заведующий кафедрой, в 1942—1943 и 1947—1951 годах — заместитель директора) и в Академии угольной промышленности (в 1949—1954 годах — заведующий кафедрой).
Участвовал в проектировании строительства и реконструкции многих рудников: Лопатинского, Воскресенского, Егорьевского и Полпинского фосфоритовых; Коунрадского медного, Норильского медно-никелевого и Уральского хромитового, Баженовского асбестового.
Умер 22 января 1961 год. Похоронен в Москве на Введенском кладбище (участок № 9).

## Научная деятельность
Основоположник научной школы в области открытой разработки месторождений полезных ископаемых. Научный консультант горной промышленности Криворожского железорудного бассейна.

### Научные труды
- Основы теории вскрытия карьерных полей / М.-Л., 1953.
- Открытая разработка месторождений полезных ископаемых. 3-е изд. / М., 1957.

## Награды
- заслуженный деятель науки и техники РСФСР (1958);
- Сталинская премия 3-й степени (1952) — за учебник «Разработка месторождений полезных ископаемых открытым способом» (1949);
- орден Трудового Красного Знамени;
- медали.